# Barta László (levéltáros)
Barta László (Szentes, 1936. január 31. – Szentes, 2009. április 29.) magyar pedagógus, levéltáros, történész.

## Életpályája
Szülei: Barta László és Durszt Mária voltak. Elemi és középiskolai tanulmányait Szentesen végezte el. 1954-ben érettségizett a Horváth Mihály Gimnáziumban. 1954–1958 között a Kossuth Lajos Tudományegyetem Bölcsészettudományi Karának magyar-történelem szakos hallgatója volt. 1958–1963 között általános iskolai tanárként dolgozott Szegváron és Szentesen. 1963–1978 között a szentesi Horváth Mihály Gimnázium magyar-történelem-művészettörténet szakos oktatója volt. 1966-ban doktorált a Kossuth Lajos Tudományegyetemen. 1978–1995 között a Csongrád Megyei Levéltár szentesi fióklevéltárának igazgatója volt. 1996-ban nyugdíjba vonult, ettől kezdve iratrendező vállalkozó volt. 1998–2001 között az országgyűlési képviselői iroda vezetője volt.
Kutatási területe a reformkor és az 1848-49-es forradalom és szabadságharc Csongrád megyei története, a szentesi helytörténet.
A Magyar Történelmi Társulat, a Magyar Levéltárosok Egyesülete, a Hajnal István Kör, a Szegedi Akadémiai Bizottság, az Erdélyi Szövetség tagja volt.

## Művei
- A szentesi örökváltság 1836 (1979)
- Spanyol hősök Buda ostromában 1686-ban (Békési Élet, 1986)
- Spanyol kövejelentés Szeged visszavívásáról (Móra Ferenc Múzeum Évkönyve, 1988)
- Gyula 1695. évi visszavívásának dokumentumai a Spanyol Államtanács irataiban (Békési Élet, 1989)
- A spanyol hungarika-kutatás története (Levéltári Szemle, 1989)
- A Lakos-gyilkosság (Virág Istvánnal, 1992)
- Az 1956-os forradalom Szentesen (2000)
- Az 1828. évi országos összeírás Csongrád vármegyében
- Szabad Szentes városának képviseleti és igazgatási rendje 1837-1840
- Szentes igazgatása az 1848/49-es forradalomban
- Csongrád az 1848/49-es forradalomban

## Díjai
- Pro Urbe Szentes (1997)